# Storie (Teofilatto Simocatta)
Le Storie di Teofilatto Simocatta è una storia classicheggiante redatta dallo storico bizantino Teofilatto nel VII secolo e narra il regno dell'Imperatore Maurizio.

## Contenuto
Le Storie narrano in otto libri i venti anni di regno dell'Imperatore Maurizio (582-602). L'opera si apre con un proemio che narra di un dialogo tra la Filosofia e la Storia, quest'ultima risorta dopo la fine della tirannide di Foca (l'assassino di Maurizio) e l'ascesa al potere di Eraclio. I primi libri narrano per lo più della guerra romano-persiana del 572-591 a partire dall'ascesa al trono di Maurizio (quindi a partire dal 582). Nel III libro tuttavia, dopo aver narrato l'inizio della ribellione di Bahram Chobin, interrompe la narrazione per narrare gli inizi della guerra persiana, dal 572 fino all'ascesa dell'Imperatore Maurizio. I Libri IV e V narrano la sconfitta dell'usurpatore Bahram Chobin e la fine della guerra persiana. I libri VI e VII sono concentrati sulla guerra balcanica contro gli Avari e gli Slavi, mentre il libro VIII narra la tragica fine del regno di Maurizio, assassinato da una ribellione dell'esercito che elesse come imperatore Foca, descritto a tinte fosche da Teofilatto (chiamato il "ciclope", il "mostro rivestito di porpora" ecc.). Dopo la tragica scena dell'uccisione di Maurizio, Teofilatto narra che mentre leggeva al pubblico quella parte dell'opera, tutti si misero a piangere e allora lui decise di recitare un'orazione in cui deplorava il crimine orrendo che era stato commesso con l'uccisione di Maurizio. Gli ultimi capitoli narrano sinteticamente che il sovrano di Persia Cosroe II usò come pretesto l'assassinio di Maurizio per dichiarare guerra all'Impero e lodano Eraclio per il fatto che, dopo aver vendicato l'assassinio di Maurizio detronizzando Foca, nel 628 riuscì a vincere i Persiani imponendo loro una pace vantaggiosa all'Impero.

## Fonti
Per la parte relativa alla guerra persiana, soprattutto dalla rivolta di Bahram in poi, si ritiene che Teofilatto Simocatta abbia utilizzato come fonte la storia perduta di Giovanni di Epifania. Per le imprese di Eraclio il Vecchio (padre dell'Imperatore Eraclio) sul fronte persiano, è invece probabile che abbia utilizzato come fonte una sorta di panegirico esaltante le sue gesta e i risultati ottenuti dalla famiglia imperiale, poiché le gesta di Eraclio il Vecchio vengono esaltate mentre in fonti anteriori riveste un ruolo minore; per esempio nel resoconto di Teofilatto della battaglia di Sisarbanon, il magister militum per Orientem Comenziolo fugge ignobilmente, e il merito della vittoria viene completamente attribuito a Eraclio, mentre al contrario lo storico Evagrio (vissuto prima di Teofilatto) non fa accenno a una fuga di Comenziolo e sostiene invece che Comenziolo rischiò di essere ucciso, ma venne salvato da un ignoto soldato; nel caso delle campagne in cui è coinvolto Eraclio, quindi, usa una fonte distorcente la storia come veramente è avvenuta, esaltando eccessivamente il padre dell'Imperatore.
Per gli avvenimenti nei Balcani, si ritiene che per le gesta di Prisco abbia utilizzato una sorta di panegirico di Prisco, tendente a esaltarlo e a denigrare invece Pietro e Comenziolo; infatti i successi di Prisco vengono esagerati e i suoi fallimenti sminuiti, mentre avviene tutto il contrario per gli altri due generali, accusati di inazione e di perdere tempo a cacciare (mentre il loro comportamento si attiene alle tattiche dello Strategikon, in cui la caccia veniva ritenuta importante per l'addestramento dell'esercito bizantino); è possibile che il panegirico deformante gli avvenimenti a vantaggio di Prisco sia stato redatto durante il regno di Foca, quando Prisco era tra i favoriti dell'Imperatore, mentre Comenziolo e Pietro, in quanto sostenitori di Maurizio, erano stati uccisi. Probabilmente, sempre dal supposto panegirico di Prisco, prende la spiegazione degli ordini di Maurizio di far attraversare all'esercito il Danubio durante l'inverno come dovuta all'avarizia (per risparmiare) mentre in realtà lo Strategikon consiglia di attaccare gli Slavi in inverno perché più vulnerabili in quel periodo.
Inoltre, per i presagi che prevedevano la tragica fine dell'Imperatore, Teofilatto usò probabilmente fonti agiografiche esaltanti Maurizio; usò inoltre la Cronaca Costantinopolitana.
| Controllo di autorità | VIAF (EN) 219224949 · BAV 492/9931 · LCCN (EN) nr2006009966 · GND (DE) 4273175-6 · BNF (FR) cb12354284c (data) · J9U (EN, HE) 987007601514905171 |